# پرت وینسنت (لوئیزیانا)
پرت وینسنت (به انگلیسی: Port Vincent) شهری در ایالت لوئیزیانا کشور ایالات متحده آمریکا است که جمعیت آن در سرشماری سال ۲۰۱۰ میلادی، ۷۴۱ نفر بوده‌است.